# Cayo Norte
Cayo Norte est une île de Porto Rico, rattachée à la commune de Culebra, située à environ 1 km au nord-est de Culebra. C'est une île privée appartenant à SVI Investments, Inc. et de fait la seule île de l'archipel ne faisant pas partie du Culebra National Wildlife Refuge.

## Géographie
Cayo Norte fait 2,3 km de longueur et 0,95 km de largeur maximales pour une surface d'environ 1,2 km2. Il culmine à 103 m d'altitude. Il est entouré par des îlots encore plus petits que sont Cayo Ballena, Cayo Tiburón, Cayo Geniquí et Cayo Sombrerito.
Dépourvu de cours d'eau ou de sources, Cayo Norte est inhabité de manière permanente.